# Estación Ferroviaria de Barreiro (Sur y Sudeste)
La Estación Ferroviária de Barreiro, originalmente conocida como Estación de Ferrocarril Sur y Sudeste, y también denominada Estación de Barreiro-Mar, fue una infraestructura ferroviaria de la Línea de Alentejo, que servía de plataforma entre los diversos servicios ferroviarios al Sur del Río Tajo con los transportes fluviales para Lisboa, en Portugal.

## Características y servicios

### Características físicas
Proyectada por el ingeniero Miguel País, la estación conjuga las estéticas Romántica, patente en la decoración marítima y vegetalista de puente cerrado, en estilo neo-manuelino, e industrial, presente en los materiales y en la forma funcional en como la fachada Sur se encuentra estructurada.
En 2004, disponía de un servicio de apoyo al público de la Red Ferroviaria Nacional, y de cuatro vías de circulación, donde se podían efectuar maniobras.

### Servicios
Esta estación servía como plataforma terminal para los comboyes de la región al Sur del Río Tajo, y como puerto fluvial de pasajeros y mercancías, con conexiones a Lisboa. Fue retirada del servicio, con la construcción de la nueva Estación de Barreiro, en 2008.

## Historia

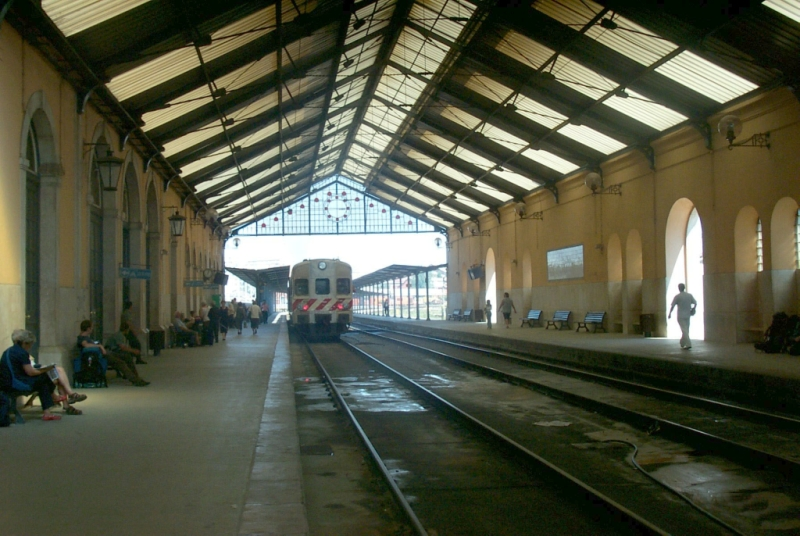
Estación de pasajeros de la estación.

### Planificación, construcción e inauguración
La primera estación de Barreiro fue inaugurada en 1861 por la Compañía Nacional de los Ferrocarriles al Sur del Tajo, para servir de plataforma de pasajeros y mercancías entre las composiciones provenientes del Ferrocarril del Sur (más tarde integrado en las Líneas del Alentejo y Sur) y los barcos que hacían la travesía del Río Tajo, hasta Lisboa. No obstante, esta estación se situaba demasiado lejos del Muelle del Mexilhoeiro, donde los barcos atracaban, teniendo que ser efectuada a pie la travesía entre ambos puntos.
Para resolver este problema, fue construida, en 1884, ya después de la fusión de las compañías de los Ferrocarriles al Sur del Tajo y del Sudeste, una nueva plataforma, denominada Estación del Ferrocarril Sur y Sudeste, que tenía muelle propios para los barcos, facilitando el proceso de transbordo. La conexión ferroviaria entre ambas infraestructuras fue abierta a la explotación  el 20 de diciembre del mismo año.

### La estación en la transición alsigloXX
En finales del siglo XIX, la estación y los almacenes respectivos sufrieron obras de ampliación, debido al hecho de que se recelaba de que el Ramal de Cacilhas, entonces en proyecto, provocase una reducción del tráfico ferroviario. De este modo, a principios del siglo XX, la estación de Barreiro tenía varios problemas estructurales, como el hecho de que los muelle fluviales no disponían de ninguna protección, sufriendo inundaciones frecuentes en los días de lluvia; las mercancías, por su parte, tenían que ser embarcadas y desembarcadas en un muelle de pequeñas dimensiones, con apenas dos grúas a vapor, y guardadas en un almacén demasiado pequeño para las necesidades. Además de esto, estas infraestructuras también servían para la descarga de carbón, carriles y de otros materiales, para los almacenes generales. Para aprovechar al máximo el espacio disponible en los barcos, las mercancías de pequeña velocidad eran transbordadas en el mismo lugar, generando varios extravios y otras irregularidades en el servicio; pera además de esto, los muelle fluviales y las líneas férreas no disponían de una identificación adecuada de su uso, lo que complicaba todavía más las operaciones. Estas deficiencias encarecían la gestión del terminal, lo que se reflejó en los precios cobrados a los clientes.
Debido al reducido espacio disponible en el lugar, solo se podían hacer pequeñas ampliaciones, como la instalación de nuevas grúas, que no lograban resolver los problemas de la estación. Por otro lado, la navegación junto a la estación se hacía con dificultad, debido al hecho de que el fondo era poco profundo en algunos puntos del recorrido de atraque.

### Obras de renovación y ampliación
A finales de 1902, fue efectuado un contrato con la empresa Siemens & Halske, para el abastecimiento de energía eléctrica en la estación y oficinas de Barreiro.
En 1903, se efectuaron nuevos trabajos de ampliación, y, en 1932, obras de mejora en esta estación.
En 1934, el acceso de transporte fue mejorado gracias a la construcción de la Avenida de los Sapadores, y, en 1943, fueron efectuadas obras de ampliación y remodelación.

### Declive y cierre

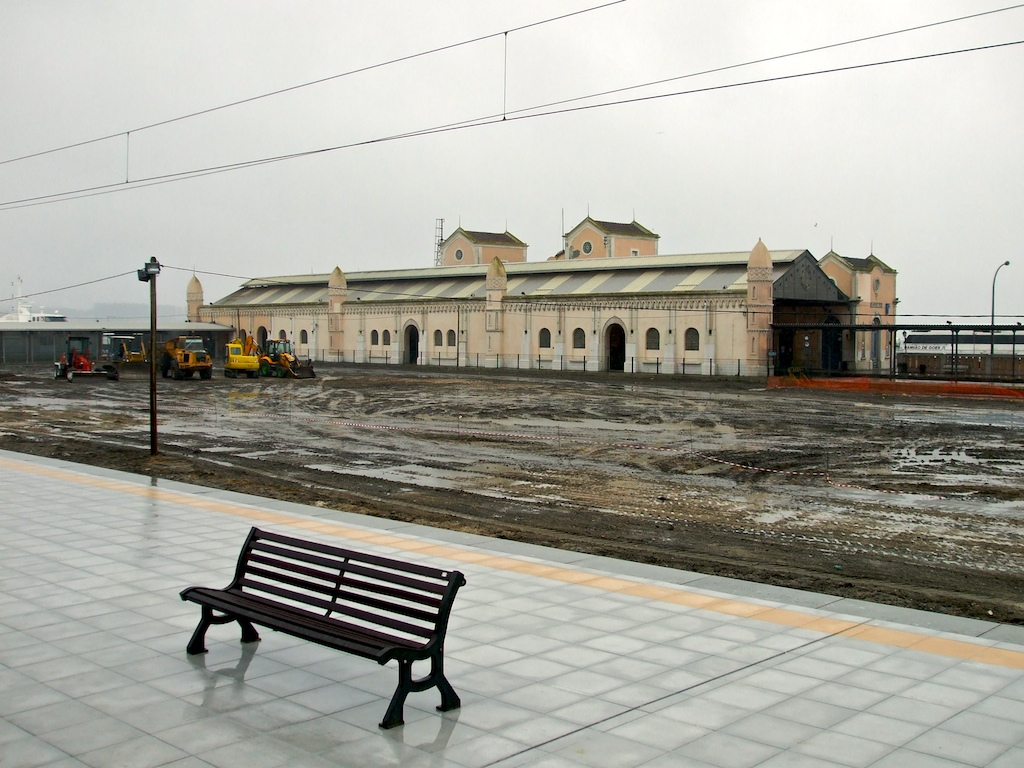
Estación Ferroviária de Barreiro (Sul y Sudeste) vista desde la nueva Estación de Barreiro.

El 15 de septiembre de 1966, es suspendido el transporte de mercancías por vía fluvial entre esta estación y Lisboa.
Con la construcción de un nuevo terminal rodo-ferro-fluvial, en 1995, la estación pierde alguna importancia, siendo retirada del servicio el 14 de diciembre de 2008, cuando fue inaugurada la estación nueva de Barreiro, como parte del proyecto de modernización de la Línea de Sado.
En 2010, la Cámara Municipal de Barreiro comunicó la decisión de preservar y recalificar el antiguo edificio de la estación, destacando el valor simbólico de esta infraestructura en la historia ferroviaria de la ciudad; en aquella altura, se estaba elaborando, por parte de la alcaldía, un plan de urbanización, que podría traer modificaciones a la zona de la Estación.